# Seekriegstaktik im Altertum
Der Seekrieg im Altertum mit Ruderschiffen kannte drei verschiedene Taktiken.

## Diekplus, auch Diekplous

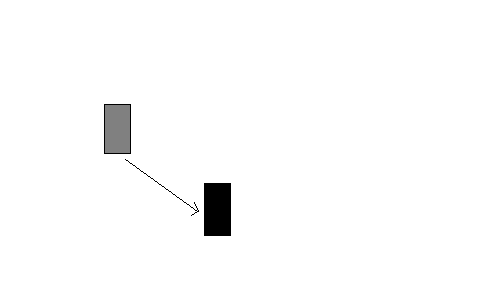
Diekplus

Als Diekplus bezeichnet man das seitliche Ansteuern auf den Gegner, um dessen Ruderreihen zu zerstören und ihn dadurch bewegungsunfähig zu machen.

## Periplus, auch Periplous

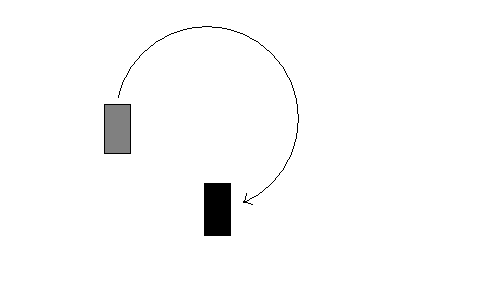
Periplus

Als Periplus bezeichnet man das Umfahren eines Gegners, um diesen in dessen Breitseite mittels Rammsporn zu treffen und zu versenken.

## Kyklos
Der Kyklos ist eine defensive Kreisformation, die durch eine zahlenmäßig unterlegene, eine langsamere Flotte oder zum Schutz von Geleiten angewandt wurde, indem sie die eigenen Kampfschiffe in einem Kreis mit nach außen gerichteten Rammspornen formierten.
Siehe auch Periplus in seiner Bedeutung als Seerouten-Beschreibung und Schiffe der Antike#Seekriegstaktik